# Larry Manetti
Pour les articles homonymes, voir Manetti.
Larry Manetti, né le 23 juillet 1947 à Chicago dans l'Illinois aux États-Unis, est un acteur américain.

## Biographie
Il commence sa carrière à la télévision en 1974. Il a joué dans les séries Les Têtes brûlées avec Robert Conrad et surtout Magnum dans laquelle il a interprété pendant huit saisons le rôle de Orville Rick Wright, ami de Magnum et directeur du King Kameameha Club. Il apparaît aussi dans quelques épisodes de Galactica, (Les Tombes de Kobol (Lost Planet of the Gods) et au tout début du pilote de la série Starsky et Hutch en 1975. 
Après son rôle de Rick dès 1980, directeur de bar, dans la première mouture de Magnum, il apparaît dans plusieurs épisodes de Hawaii Police d'État (S3E17 :  Pa'ani, S4E09) et il se retrouve pianiste du même bar, dans le rôle de Nicky DeMarco dit Le Kid (version française), 39 ans plus tard dans le remake du même nom.